# Брюггська утреня
Брюггська утреня — антифранцузьке повстання ремісників на чолі з ткачем Петером де Конінком та м'ясником Яном Брейделем у м. Брюгге 17 травня 1302 року. Почалося під час утрені — звідси й назва. Стало початком широкого антифранцузького руху у Фландрії, який завершився поразкою французької армії біля Куртре у 1302 році. Внаслідок чого Фландрія, за винятком невеликої частини, стала незалежною.
Оскільки це відбулися у п'ятницю, місцеві мешканці називали цей день «Страсна п'ятниця», хоча Пасха давно минула. Пізніше подію почали назвати «Брюггська утреня», за аналогією з «Сицилійською вечірнею», аналогічного повстання у Сицилії 1282 року.

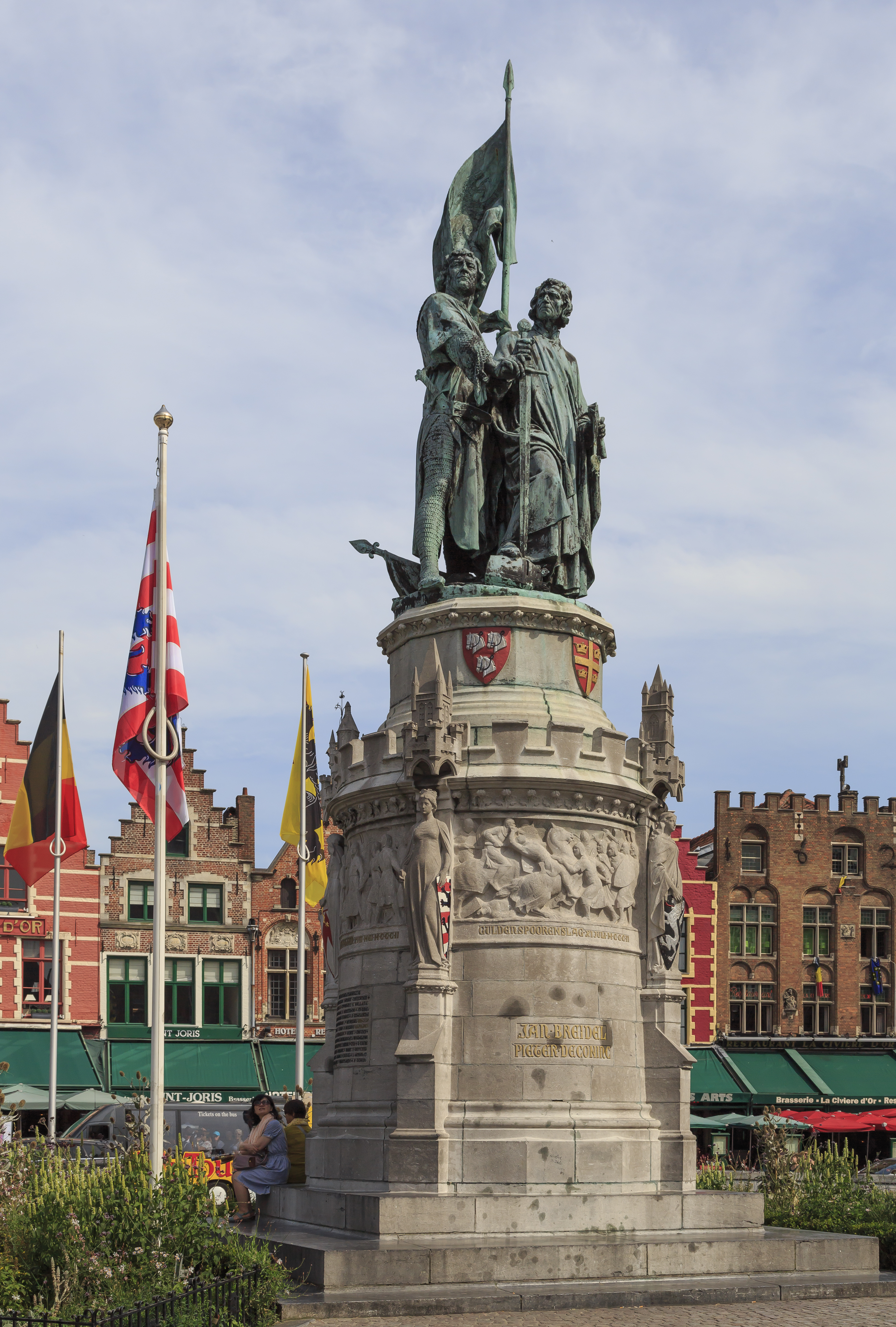
Пам'ятник Петеру де Конінку та Яну Брейделю на площі Ринок у Брюгге

## Історія
У 90-ті роки XIII століття Фламандське графство потрапило у залежність від французів. Спочатку номінально, але дуже скоро Філіп Красивий «показав свою вдачу» всій Фландрії, громадянам Брюгге в тому числі: різке збільшення податків, конфіскація товарів на користь королівської скарбниці, розміщення гарнізонів добірних королівських військ в основних містах країни, масові арешти, страти та переслідування неугодних. Але, як видно, король Філіп погано знав характер громадян вільного міста Брюгге. Однак, Філіп, зайнявши Фландрію, не зумів утримати її за собою. Його політика наштовхнулася на серйозну опозицію — насамперед, опір міст.
Неминучий хід подій, що призвели до загального невдоволення і заколоту, прискорила невміла політика намісника Жака де Шатійона, якого Філіп поставив на чолі Фландрії. За словами Анрі Піренна: у Фландрії, де бюргерство було всім, він бажав управляти за допомогою феодалів. Повстання було неминучим.
Уранці 15 травня 1302 року мешканців Брюгге розбудив соборний дзвін, який бив на сполох. Це й послужило сигналом до масового, люто жорстокого та відмінно підготованого повстання проти чужоземної влади. Саме з ранку містяни вирішили розправитися з усіма, хто говорив тут французькою або навіть фламандською, але з французьким акцентом. Знаючи, що французи традиційно погано володіли нідерландською мовою, фламандці вимагали, щоб оточені по черзі виголошували шібболет фламандською: «schild en vriend», що означає «щит і друг». За іншою версією їм пропонувалося вимовити «des gildens vriend» — «друг гільдій». Не щадили не лише солдатів королівського гарнізону, але й їхніх дружин і дітей. Різанина призвела до знищення тритисячного французького гарнізону в Брюгге. Тільки губернатору з невеликою жменькою його підлеглих вдалося втекти, хоча потім він загинув у битві з фламандцями при Куртре через три тижні — 11 липня того ж року. Різанина перекинулася і на інші міста країни, де фламандці почали нападати на французів та інших іноземців.
Потім повсталі обложили замок Куртре, до якого підійшло королівське військо під командуванням графа Роберта д'Артуа. Піше ополчення Фландрії відбило атаку лицарської кінноти, з 7,5 тисячі лицарів загинуло більше половини, а на полі бою зібрали 700 золотих шпор. Після цієї «Битви золотих шпор» французький король Філіп IV Красивий (1268–1314) був змушений відмовитися від завоювання Фландрії і у 1305 році уклав мирну угоду.